# People Cards
Google People Cards (Thẻ Cá Nhân Google) là một cơ sở tri thức được Google và các dịch vụ của họ sử dụng để cải thiện kết quả công cụ tìm kiếm của mình với thông tin thu thập từ những người ở Ấn Độ,. Sau khi ra mắt tại Ấn Độ, Google hiện đã triển khai dịch vụ này ở các quốc gia châu Phi, như Kenya, Nigeria và Nam Phi. Dịch vụ này cho phép cá nhân tạo hồ sơ của họ trên công cụ tìm kiếm của Google.   